# Mesnières-en-Bray
Mesnières-en-Bray település Franciaországban, Seine-Maritime megyében. Lakosainak száma 941 fő (2022. január 1.). Mesnières-en-Bray Baillolet, Bures-en-Bray, Croixdalle, Fresles, Lucy és Saint-Martin-l’Hortier községekkel határos.

## Népesség
A település népességének változása:
| Lakosok száma | 1023 | 981  | 1228 | 927  | 920  | 937  | 928  | 943  | 941  |
|               | 2013 | 2015 | 2016 | 2017 | 2018 | 2019 | 2020 | 2021 | 2022 |